# Pinzgauer Schnellstraße
Die Pinzgauer Schnellstraße S 11 war eine geplante und teilweise realisierte Schnellstraße in Österreich zwischen Bischofshofen (bzw. Pfarrwerfen – ein Teil des Knoten Pongaus befindet sich im Gemeindegebiet von Pfarrwerfen) und Lofer. Die Schnellstraße hätte vom Knoten Pongau (Tauernautobahn A10) über Lend und Bruck an der Großglocknerstraße nach Lofer verlaufen sollen und dort in die ebenfalls geplante und teilweise realisierte Loferer Schnellstraße S12 übergehen.
Da der geplante Straßenverlauf (obwohl mehrmals geändert) immer nahe dem Bestand (Pinzgauer Ersatzstraße B311) verlaufen wäre, ist von einer ungefähren Länge von 90 km auszugehen. Durch das Bundesstraßengesetz von 1971 wurde die ganze Straße als Pinzgauer Schnellstraße bezeichnet inkl. aller Ortsdurchfahrten und Kreuzungen.

## Allgemeines
Die errichteten Teilstrecken der S11 standen straßenverkehrsrechtlich im Rang einer Autostraße. Ein Teil der Umfahrung Bruck wurde vierspurig (2+2) mit getrennten Richtungsfahrbahnen ausgebaut, während die Umfahrung Bischofshofen und Umfahrung Lend ebenfalls vierspurig ausgebaut sind, jedoch keine getrennten Richtungsfahrbahnen aufweisen (Regelquerschnitt B2). 1971 war noch ein durchgehend vierspuriger Ausbau geplant, spätestens 1983 war dies nur mehr für den Abschnitt Bischofshofen – Schüttdorf (Zell am See) geplant. Der restliche Abschnitt von Zell am See bis Lofer wäre nur mehr zweispurig ausgebaut worden. Der Streckenabschnitt zwischen dem Knoten Pongau (A10) und der Ast. Bischofshofen (ehemals Bischofshofen Süd) wurde aufgrund der Unfallhäufigkeit dreispurig (2 Spuren bergwärts + 1 Spur talwärts) rückgebaut. Die Kosten des Baus betrugen bis 1984 2 Milliarden Schilling. Für eine Fertigstellung wurden weitere 6 Milliarden Schilling veranschlagt. Schätzungen im Jahre 1977 gingen davon aus, dass eine Fertigstellung erst im 21. Jahrhundert möglich sei.

## Geschichte
Der Bau der Schnellstraße wurde durch das Bundesstraßengesetz von 1971 beschlossen. Bereits 1970 wurden erste Entwürfe des Gesetzes bekannt. Etwaige Planungen von ähnlichen hochrangigen Straßenverbindungen wie einer Pinzgau Autobahn über den Hochkönig [sic!] oder einer Schnellstraße von Unken bis Zell am See wurden nie realisiert. Bereits vor dem Beschluss des Baus einer Schnellstraße wurde die Umfahrung Lend geplant. So wurden bereits Ende der 1960er Jahre der Mauth-Tunnel und die darauf folgende Salzachbrücke errichtet. Der Ausbau der S11 erfolgte von 1971 bis zur Abstufung zur regulären Bundesstraße B durch die Bundesstraßengesetznovelle 1986. Weiters wurde durch diese Novelle u. a. das Ende der S12 Loferer Schnellstraße, S13 Seefelder Schnellstraße, S14 Fernpass Schnellstraße, S15 Reschen Schnellstraße und der S17 Liechtensteiner Schnellstraße besiegelt. Nach dem Ende der Straße als Schnellstraße waren weitere nennenswerte Ausbauten der 5111 m lange Schmittentunnel mit der Umfahrung Zell am See und der 2988 m lange Schönbergtunnel mit der Umfahrung von Schwarzach und St. Veit.

## Streckenabschnitte

### Realisierte Abschnitte

#### Umfahrung Bischofshofen
Die im Jahre 1986 fertiggestellte Umfahrung Bischofshofen war das vorletzte errichtete Stück der S11 vor der Abstufung zur Bundesstraße B. Die Straße verläuft beim Knoten Pongau (A10) in südlicher Richtung nach Bischofshofen und überquert dabei das Fritztal und verläuft anschließend am rechten Salzachufer bis nach Einöd, wo sie in den Bestand einmündet. Ursprünglich hätte dieser Abschnitt 3 Anschlussstellen besitzen sollen, von denen nur 2 vollständig realisiert wurden. Die Halbanschlussstelle St. Rupert hätte ursprünglich vollausgebaut werden sollen und hätte den Namen „Bischofshofen Nord“ bekommen. Die heutige Ast. Bischofshofen (B164) hätte ursprünglich den Namen „Bischofshofen Süd“ bekommen, wird aber mittlerweile nur mehr als Ast. Bischofshofen bezeichnet. Diese wurde erst 1987 fertiggestellt. Weiters gibt es eine Auf- und Abfahrt nahe der Graßl-Au. Durch den Vollausbau der Anschlussstelle Bischofshofen Nord wäre eine totale Umfahrung des Ortsgebiets von Bischofshofen möglich gemacht worden. Die gesamten Baukosten dieses Abschnitts betrugen 800 Millionen Schilling.

#### Umfahrung Lend
Eine Umfahrung von Lend war bereits vor dem Bundesstraßengesetz von 1971 geplant. Durch dieses Vorhaben wollte man einerseits eine Umfahrung des Ortsgebiets von Lend ermöglichen und andererseits auch einige Gefahrenstellen, wie mehrere Bahnübergänge, Brücken und auch die steile Auffahrt über den Lenderberg ins Gasteinertal, entschärfen. Der Abschnitt vom Mauthtunnel bis zum Knoten Gigerach (B167) geht noch aus diesem Vorhaben hervor. Einzig der Abschnitt vom Knoten Gigerach bis zum Bereich der Eschenau wurde als vierspurige (2+2) Schnellstraße realisiert. Dieser ist kreuzungsfrei ausgebaut, verfügt jedoch über keine getrennten Richtungsfahrbahnen. Nach der Fertigstellung der gesamten Umfahrung Lend stand die Strecke straßenrechtlich im Rang einer Autostraße, welchen sie mittlerweile nicht mehr besitzt. Die letzten Meter der Strecke wurde in Fahrtrichtung Taxenbach im Bereich Eschenau im Jahre 2020 dreispurig (2 bergwärts + 1 talwärts) rückgebaut um einen Radweg zu errichten.

##### Knoten Gigerach
Der Knoten Gigerach ⊙ sollte die Umfahrung Lend (S11/B311) kreuzungsfrei mit dem Gasteinertal (B167) über einen Doppelstocktunnel verbinden und gleichzeitig mit dem 1600 m langen Klammtunnel die gefährlich passierbare Gasteiner Klamm entschärfen. Weiters sollte durch den Tunnel sichergestellt werden, dass auch im Winter das Gasteinertal über die Bundesstraße erreichbar bleibt. Dieser Doppelstocktunnel war der erste seiner Art in Österreich. Mit dem Bau des Knotens war gleichzeitig auch ein vierspuriger (2+2) Ausbau des bereits errichteten Abschnitts vom Mauthtunnel bis zum Knoten Gigerach vorgesehen, dieser wurde aber nie realisiert. Ursprünglich hätte der Knoten kreuzungsfrei ausgebaut werden sollen, aufgrund der Utopie eines solchen Projekts und vermehrten Widerstand in der Lokalbevölkerung wurde der Vollausbau gestoppt und der Knoten in seinem bis heute bestehenden Zustand gelassen (Linksabbiegerspur von Bischofshofen nach Gastein). Bei der Verzögerungsspur von Zell am See nach Gastein handelt es sich ebenfalls um eine „Sparlösung.“ Diese Spur hätte eigentlich langgezogener verlaufen sollen, da hierbei die Straße nahe an Wohnhäusern vorbeigeführt hätte, wurde dieser Ausbau ebenfalls nie verwirklicht. Ursprünglich waren die Kosten des Knotens mit 94 Millionen Schilling projektiert worden, aufgrund von unerwarteten geologischen Gegebenheiten explodierten die Kosten auf 173 Millionen Schilling.
Der Klammtunnel ist doppelstöckig. In der oberen Etage führen zwei Spuren von der B311 nach Süden in das Gasteinertal. In der unteren Etage führt eine Spur nach Norden zum Knoten Gigerach und teilt sich kurz vor der Tunnelausfahrt. Ein abgetrennter Fahrradweg führt in beide Richtungen.

#### Umfahrung Bruck
Erste Pläne für eine Umfahrung von Bruck an der Großglocknerstraße gab es bereits im dritten Reich (1941). Aufgrund des Krieges wurden diese aber nicht weiter verfolgt. Durch das Bundesstraßengesetz von 1971 rückten diese Pläne jedoch wieder ins Rampenlicht, wobei bereits 1966 erste Vorarbeiten wie die Errichtung von Brücken stattfanden. 1981 wurde die Straße feierlich dem Verkehr übergeben. Wie bei der Umfahrung Lend wurde hier nur ein Teil – Baulos „Bruck West“ – vierspurig (2+2) errichtet. Dieses besitzt auch getrennte Richtungsfahrbahnen und eine Anschlussstelle zur Großglockner Hochalpenstraße. Die neu errichtete Straße beginnt nahe dem Ortsteil Hundsdorf und quert danach, in südwestlicher Richtung verlaufend, die Trasse der Giselabahn samt der Salzach. Nach der Überquerung der Fuscher Ache beginnt der vierspurige Abschnitt. Im Bereich der Straßenmeisterei Bruck befindet sich die Anschlussstelle zur Großglockner Hochalpenstraße. Der vierspurige Ausbau endet kurz vor der Salzachbrücke nahe der Salzburg AG. Im Bereich des heutigen Kreisverkehrs, welcher eine Anbindung an die L247 Thumersbacher Straße ermöglicht, befand sich früher eine T-Kreuzung, bis diese Anfang der 2000er Jahre zu einer kreuzungsfreien Anschlussstelle umgebaut wurde. Nur wenige Jahre später wurde aus der Anschlussstelle ein Kreisverkehr gebaut da man sich somit eine bessere Anbindung an das Gewerbegebiet Bruck-West und die L247 erhoffte. Ursprünglich wurde der vierspurige Abschnitt sechsspurig (3+3) ausgebaut. Dies lässt sich darauf zurückführen, dass im Falle einer Realisierung der Gesamten S11 das Verkehrsaufkommen empfindlich gestiegen wäre. Als dieses Vorhaben endgültig auf Eis gelegt wurde, beschloss man den kostspieligen Rückbau. Damit der Verkehr nicht über die ehemalige Waagstraße auf der anderen Seite der Giselabahn fahren (und jene auch queren) musste, wurde von Bruck bis Schüttdorf eine zweispurige (1+1) Straße errichtet, welche direkt an die Umfahrung anschließt und entlang der Giselabahn bis nach Schüttdorf führt. Die Waagstraße wurde mittlerweile renaturiert und ist nicht mehr befahrbar.

#### Bauvorhaben Brandlhof
Aufgrund der harten Winter im Innergebirg und den damit verbundenen Straßensperren, wurde beschlossen die besonders lawinengefährdeten Abschnitte in den Hohlwegen zu entschärfen bzw. zu verlegen. Eine Straßensperre im Winter hatte oft zur Folge, dass etliche Wintersportler ihre Quartiere nicht erreichen konnten. Im März 1983 wurde bekannt, dass ein 2,8 km langes Bauvorhaben (Baulos Brandlhof und Brandlhof Verlängerung) den „Lawinenstrich“ nahe dem Brandlhof umfahren soll. Dieser Streckenabschnitt wurde nur zweispurig realisiert. Die kosten wurden damals im März 1983 mit 28 Millionen Schilling projektiert. Die neue Straße verläuft nicht mehr am rechten Rand des Tals, sondern durchschneidet es mittig. Kritiker behaupteten damals, dass es sich um eine Überdimensionierung handle und diese sich mit „unverhältnismäßig geringeren Mitteln beseitigen hätte lassen.“ Nach Errichtung der neuen Straße wurde die Alte als Bundesstraße aufgelassen und mittlerweile renaturiert. Die Gesamtbaukosten einschließlich der Grundeinlösung wurden im Dezember 1983 bereits mit 39,2 Millionen Schilling veranschlagt. In 9 Monaten ereignete sich eine Kostenexplosion von über 10 Millionen Schilling.

### Geplante Abschnitte

#### Umfahrung Zell am See
Bereits Anfang der 70er Jahre sah man in Zell am See die Notwendigkeit einer Umfahrung. Hier gab es Pläne einer Hangtrasse von Bruck über Thumersbach bis nach Saalfelden. Diese wäre unmittelbar in Nähe des Naherholungsgebiets Thumersbach und auch des erst kürzlich zuvor eröffneten Zeller Spitals verlaufen. Diese ursprüngliche Variante wurde noch vierspurig geplant. Ein weiterer Nachteil dieser Trasse wäre die mangelhafte Anbindung an den Oberpinzgau (B168) gewesen. Bereits zu dieser Zeit wurden aber auch mehrere Tunnelvarianten diskutiert. Als man die Pläne der Hangtrasse endgültig verwarf fiel die Entscheidung auf einen zweispurigen (1+1) Tunnel. 1983 hätte ein 3,7 km langer Tunnel das Stadtgebiet umfahren sollen, welcher aber nie gebaut wurde. Die kosten für diesen Tunnel wurden mit 1 Mrd. Schilling projektiert. Kurz vor dem Ende der S11 als Schnellstraße sollten zwei kurze Tunnel Schüttdorf und Zell am See umfahren oder ein langer Tunnel die gesamte Westseite des Zeller Sees. Dieses Projekt konnte nach Abstufung zur Bundesstraße B zwar noch verwirklicht werden, zählt aber nicht mehr zur S11. Siehe: Schmittentunnel.

#### Umfahrung Saalfelden
Gleich wie in Zell am See erkannte man bereits in den 1970er Jahren, dass die Ortsdurchfahrt von Saalfelden den steigenden Verkehrszahlen nicht gewachsen war und bemühte sich um den Bau einer Umfahrung. Grundlegend wurde hier zwischen einer Ost- und einer Westumfahrung unterschieden. Die Ostumfahrung wäre gleichzeitig mit der Hangtrasse um Thumersbach verwirklicht worden und hätte somit Saalfelden im Bereich von Pfaffing, Ramseiden und Obsmarkt umfahren. Da bei dieser Streckenführung mehrere Siedlungen regelrecht durchtrennt worden wären und auch die Hangtrasse (Umfahrung Zell am See) nie verwirklicht wurde, konzentrierte man sich ab Mitte der 70er Jahre auf eine Westumfahrung. Diese hätte entlang der Saalach die Giselabahn samt der Urslau gequert und hätte an den bereits errichteten Abschnitt beim Brandlhof angeschlossen. Sowohl bei der Ost- als auch bei der Westumfahrung war eine Anbindung an die B164 Hochkönigstraße geplant. Obwohl sich Saalfelden bis dato noch immer für eine Umfahrung einsetzt kam es nie zu einer Realisierung. Einzig im Jahre 2013 wurden die Rufe nach einer Umfahrung lauter, jedoch wurde darauf nur ein kurzer Teil der Ortsdurchfahrt vierspurig (2+2) ausgebaut.

#### Taxenbach – Bruck
1983 war bereits die generelle Planung für einen Ausbau zwischen Taxenbach und Bruck erfolgt, jedoch konnte mit einem Bau erst nach Fertigstellung der Bauvorhaben „Umfahrung Bischofshofen“ und „Umfahrung Lend“ begonnen werden. Da bereits vor der Fertigstellung der beiden Bauvorhaben eine Abstufung der S11 zur B311 gewiss war, wurde auch mit dem Ausbau nicht mehr begonnen.

#### St. Johann – Lend
Für die Strecke zwischen St. Johann im Pongau und dem Mauthtunnel bzw. Lend wurde kein genauer Streckenverlauf festgelegt. Es wurde lediglich eine generelle Planung erstellt. Anhand von Skizzen ist jedoch davon auszugehen, dass 1971 eine Trasse nahe der Bahngleise vorgesehen war. Schwarzach und St. Veit werden mittlerweile vom Schönbergtunnel umfahren, welcher jedoch nichts mehr mit der S11 zu tun hat.

#### Saalfelden – Lofer
Für den Abschnitt Saalfelden – Lofer wurden nie konkrete Planungen erstellt. Es wurde angedacht die bestehende Bundesstraße (B311 Pinzgauer Ersatzstraße) als zukünftige Schnellstraße mitzubenützen, da diese bereits den Regelquerschnitt B3 (überbreit, zweistreifig) aufwies.